# Causere
At causere (lat. causari) vil sige at tale, diskutere og skrive let og underholdende. Et foredrag, en artikel, skuespil eller et causeri kan skrives eller holdes i en causerende tone.
| Sprog | Spire Denne artikel om sprog er en spire som bør udbygges. Du er velkommen til at hjælpe Wikipedia ved at udvide den. |